# كرمليس
كرمليس أو كرملش، (بالسريانية: ܟܪܡܠܫ)‏، هي بلدة عراقية تقع في سهل نينوى وتحديداً ضمن قضاء الحمدانية بمحافظة نينوى. غالبية سكان البلدة هم من المسيحيين أتباع الكنيسة الكلدانية مع وجود أقلية تتبع الكنيسة السريانية الكاثوليكية وبالإضافة إلى أقلية من الشبك.
تاريخ البلدة يمتد إلى أكثر من خمسة آلاف سنة مضت وتشتهر بالكثير من الأحداث التاريخية وأشهرها المعركة الكبيرة التي دارت بين الأسكندر المقدوني وداريوش الثالث. أصبحت البلدة مركزاً تجارياً ودينياً هاماً في المنطقة خلال القرون الوسطى، فمنذ عام 1332 نقل البطريرك كرسيه إليها وأستمر إلى نهاية القرن الرابع عشر حتى مجيء تيمورلنك إلى المنطقة بين عامي (1393-1403)، ففي هذه السنوات تعرضت بلاد ما بين النهرين إلى مذابح قضي فيها على غالبية أتباع كنيسة المشرق ودمرت أبرشياتها.
ظهر اسم البلدة في إحصاء 1957م وكان عدد سكنها في تلك العام 1876 نسمة. بالرغم من وجود أكثر من أربعة آلاف نسمة يقطنون البلدة الآن لكنه يوجد ما يقارب الثلاثة آلاف نسمة ممن هاجروا إلى خارج العراق. كما شهدت البلدة نزوح الآلاف من المسيحيين إليها بعد حرب العراق الأخيرة.

## الكنائس والأديرة
- دير مار گورگيس
- دير مار يونان
- دير مار يوخنا
- دير بنات مريم
- كنيسة الأربعون شهيداً
- كنيسة القديسة بربارة
- كنيسة مريم العذراء
- كنيسة مار أدٌي الرسول